# Смирнов, Павел Леонтьевич
Павел Леонтьевич Смирнов (1900, Кинешма, Ивановская область, Российская империя — после 1946) — советский политический и государственный деятель. Заместитель председателя Совета Народных Комиссаров Казахской ССР, председатель Госплана Казахской ССР. Кандидат экономических наук (1935).

## Биография
Павел Леонтьевич Смирнов родился в 1900 году в городе Кинешма Ивановской области в семье торговца. Русский. 
В 1916-1918 годах конторщик на фабрике в г.Вичуга Ивановской области.
В 1918-1919 годах служил в РККА: рядовой, затем политический работник 129-го полка 8-й армии.
В 1919-1922 годах студент Коммунистического университета им. Я.М.Свердлова в г.Москва.
В 1922-1928 годах заведующий уездной совпартшколой, председатель правления уездного отделения союза работников просвещения, заведующий отделом агитации и пропаганды райкома ВКП(б) в городе Шуя Ивановской области.
В 1930-1932 годах завуч Орловской окружной совпартшколы, заведующий сектором пропаганды Орловского окружкома ВКП(б).
В 1930-1932 годах аспирант, одновременно преподаватель политэкономии Коммунистического университета им. Я.М.Свердлова в г.Москва. В 1935 году защитил кандидатскую диссертацию.
В 1932-1934 годах заведующий сектором ВУЗов Казкрайкома ВКП(б).
В 1934-1938 годах заместитель директора по учебной части Казахского института марксизма-ленинизма в г. Алма-Ата.
С марта по июнь 1938 года занимал пост заместителя председателя Совета Народных Комиссаров Казахской ССР и одновременно председателя Государственной плановой комиссии Казахской ССР.

### Последние годы
20 июля 1938 года Павел Смирнов был арестован сотрудниками НКВД Казахской ССР.
18 января 1941 года Особое совещание при НКВД СССР осудило его по статьям 58-7, 58-8, и 58-11 УК РСФСР (участие в контрреволюционной деятельности) к лишению свободы сроком на 8 лет в исправительно-трудовых лагерях (ИТЛ). Наказание отбывал в Воркутпечлаге (Коми АССР). 
Освобожден в июле 1946 года. После освобождения работал старшим бухгалтером отдела рабочего снабжения Шуйской объединенной фабрики в Ивановской области.
5 ноября 1955 года Военная коллегия Верховного Суда СССР пересмотрела дело Павла Смирнова и закрыла его за отсутствием состава преступления. 